# Translokacja bakteryjna
Translokacja bakteryjna – proces zachodzący w przewodzie pokarmowym, polegający na przechodzeniu drobnoustrojów przez nabłonek śluzówki jelita do krążenia wrotnego. 
Czynnikami sprzyjającymi translokacji są hipowolemia obwodowa prowadząca do niedotlenienia trzewi oraz nadciśnienie wrotne powodujące zmiany zastoinowe i zapalne w śluzówce jelit. Proces ten mogą potęgować defekty immunologiczne związane z dysfunkcją wątroby, a także prowadzona antybiotykoterapia (szczególnie antybiotykami o szerokim spektrum działania). Wskutek przedostania się bakterii do krążenia systemowego może dojść do bakteriemii lub posocznicy. Innym powikłaniem translokacji bakteryjnej może być samoistne bakteryjne zapalenie otrzewnej (PBS).